# Burbujas de amor
«Burbujas de amor» es una canción del cantautor dominicano Juan Luis Guerra lanzada como el tercer sencillo de su álbum Bachata Rosa (1990).
Es ampliamente considerada como una de las canciones más populares de Guerra. La canción fue un éxito comercial y se convirtió en un éxito internacional en Europa y América Latina. Alcanzó el puesto número 2 en las pistas de Hot Latin Songs y alcanzó el puesto número uno en el Mexican Airplay, Chile y Uruguay. La pista recibió elogios universales de la crítica y fue elogiada por su letra sofisticada y elegancia.  
Fue incluida en el puesto 21 de la lista de las 50 mejores canciones pop latinas de la revista Rolling Stone. En 2015, ocupó el octavo lugar en las 50 mejores canciones latinas de todos los tiempos de Billboard,ganó Canción Tropical/Salsa del Año en los Premios Lo Nuestro 1991, fue la octava canción latina mejor interpretada de los Estados Unidos de 1990 y fue nombrada Canción del Año de 1990 por los críticos de música latina de Billboard.
El cantante brasileño Fagner hizo un cover en portugués titulado Borbulhas de Amor.

## Lista de canciones
1. Burbujas de amor - 4:09
2. A Pedir Su Mano - 4:54

## Listas
| Listas (1991-1992)                         | Posición |
| ------------------------------------------ | -------- |
| Bélgium Single Charts (Music&Media)        | 2        |
| Chile Airplay                              | 1        |
| Dominicana Airplay (UPI)                   | 2        |
| Dutch Songs (Mega Single Top 100)          | 3        |
| Eurochat Hot 100 Singles (música y medios) | 54       |
| Ecuador Airplay                            | 3        |
| El Salvador Airplay                        | 3        |
| Mexican Airplay (UPI)                      | 1        |
| Miami Latin LPs (Cashbox)                  | 2        |
| Nueva York Latin LPs (Cashbox)             | 8        |
| Perú Airplay (UPI)                         | 8        |
| Portugal Single Charts (AFP)               | 2        |
| Puerto Rico Latin LP (Cashbox)             | 3        |
| Puerto Rico Airplay (UPI)                  | 1        |
| Billboard Hot Latin Songs                  | 2        |
| Uruguay Airplay                            | 1        |
| Venezuela Airplay                          | 7        |